# Гаутінг
Гаутінг (нім. Gauting) — громада в Німеччині, розташована в землі Баварія. Підпорядковується адміністративному округу Верхня Баварія. Входить до складу району Штарнберг.
Площа — 50,38 км2. Населення становить 20 687 ос. (станом на 31 грудня 2020).